# John von Düffel

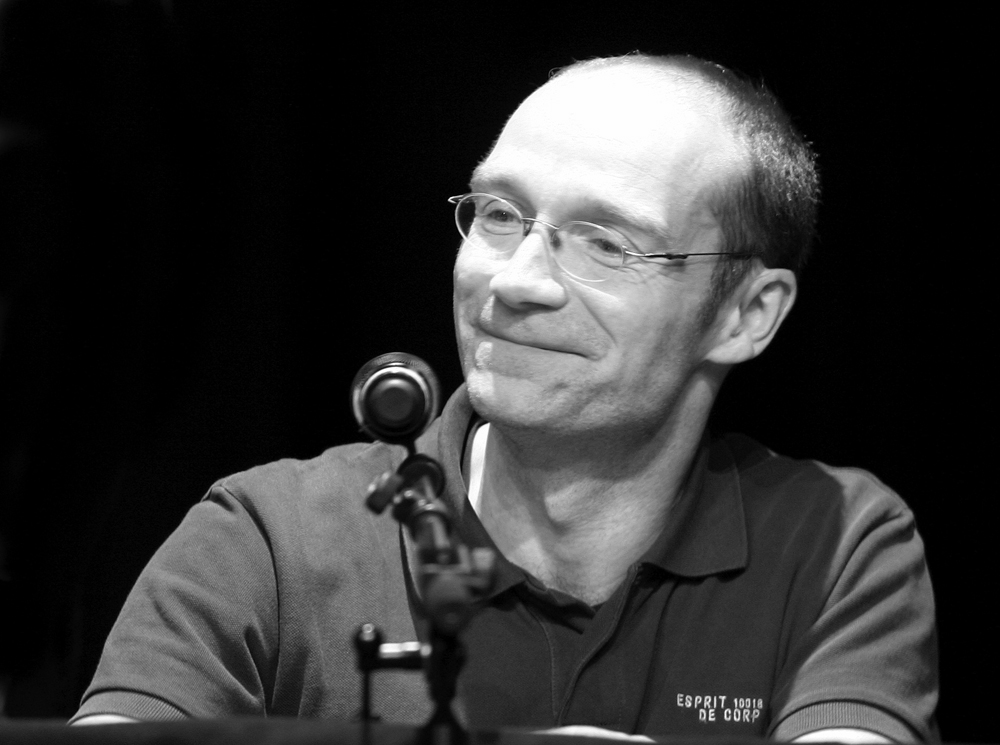
John von Düffel 2008

John von Düffel (* 20. Oktober 1966 in Göttingen) ist ein deutscher Dramaturg und Schriftsteller.

## Leben
John von Düffel ist der älteste Sohn des Universitätsdozenten, Anglisten, Literaturwissenschaftlers, Gymnasiallehrers und Übersetzers Peter von Düffel und der Philosophin Gudrun von Düffel. Er wohnt und arbeitet in Potsdam. Im Laufe seiner Jugend lebte von Düffel längere Zeit mit seinen Eltern im Ausland: in den 1960er Jahren in Derry (Nordirland), in den 1970er Jahren in South Dakota. 1985 legte er sein Abitur an einem Oldenburger Gymnasium ab und studierte anschließend Philosophie, Germanistik und Volkswirtschaftslehre an den Universitäten in Stirling (Schottland) und Freiburg im Breisgau. 1989 wurde er mit einer Arbeit zur Erkenntnistheorie promoviert. Anschließend arbeitete er als Filmjournalist und Theaterkritiker.
Parallel zu seiner schriftstellerischen Arbeit war er Dramaturg an mehreren deutschen Bühnen: von 1993 bis 1995 am Theater der Altmark in Stendal, von 1995 bis 1996 am Staatstheater Oldenburg, von 1996 bis 1998 am Theater Basel, von 1998 bis 2000 am Schauspielhaus Bonn und von 2000 bis 2009 am Thalia-Theater in Hamburg. Für das Thalia erarbeitete er u. a. die erste Bühnenfassung des Romans Buddenbrooks von Thomas Mann (Premiere: 3. Dezember 2005). Derzeit ist er Dramaturg am Deutschen Theater in Berlin.
2004 drehte Jörg Adolph mit John von Düffel den Dokumentarfilm Houwelandt – Ein Roman entsteht, der 2005 auf 3sat ausgestrahlt wurde.
2006 war von Düffel Angehöriger der Jury, die den Deutschen Buchpreis vergibt. 2007 stand er der Jury des Mara-Cassens-Preises des Literaturhauses Hamburg vor. 2008 war er Inhaber der Poetikprofessur an der Universität Bamberg.
Für das Musical Der Schuh des Manitu (nach dem gleichnamigen Film von Michael „Bully“ Herbig), das am 7. Dezember 2008 im Berliner Theater des Westens erstmals zu sehen war, verfasste von Düffel den Bühnentext. Im Februar 2009 wurde seine Theater-Adaption von Thomas Manns Romantetralogie Joseph und seine Brüder am Düsseldorfer Schauspielhaus uraufgeführt. Am 31. Juli 2009 feierte sein Stück Das Leben des Siegfried, eine komödiantische Version der Nibelungensage, bei den Nibelungenfestspielen in Worms, für die er seit 2002 als Dramaturg tätig ist, Premiere. 2013 erstellte von Düffel die deutsche Fassung des Londoner Erfolgsstücks Gefährten (War Horse).
Zusammen mit dem Autor Stephan Kimmig schrieb von Düffel am 25. Juni 2011 wegen der angekündigten Kürzungen im Kulturbereich einen offenen Brief an die holländische Regierung mit dem Titel Europa würde entscheidende Theaterleute missen, der von zahlreichen Kulturschaffenden unterzeichnet wurde.
Im Jahr 2020 übernahm von Düffel als „Writer in residence“ die Heinrich-Heine-Gastdozentur an der Leuphania Universität Lüneburg.
Im Sommer 2025 übernimmt er die Intendanz des Bamberger ETA Hoffmann Theaters.
John von Düffel hat eine Tochter.

## Werke

### Wissenschaft
- Intentionalität als Absichtlichkeit. Erkenntnistheoretische Untersuchungen im Rahmen eines einheitlichen Grundverständnisses von Subjektivität. Kohlhammer, Stuttgart [u. a.] 1991 (= Münchener philosophische Studien. N.F.. 6) (Dissertation)

### Theaterstücke
- Oi. Theaterstück. Gifkendorf 1995.
- Solingen. Theaterstück. Gifkendorf 1995.
- Missing Müller. Theaterstück. Gifkendorf 1997.
- Die Unbekannte mit dem Fön. Theaterstück. Gifkendorf 1997.
- Shakespeare, Mörder, Pulp & Fiktion. Theater Basel 1997. Shakespeares Mörderszene aus Richard III weitergesponnen im Licht von Quentin Tarantinos Pulp fiction. Merlin Verlag, 2010.
- Born in the RAF. Theaterstück. Gifkendorf 1999.
- Rinderwahnsinn. Theaterstück. Gifkendorf 1999.
- Balkonszenen. Theaterstück. Bonn 2000.
- Sieben Sonette nach William Shakespeare. 2000. Stuttgart 2008. Grenzlandtheater Aachen 2015.
- Schuh des Manitu. Musical. 2008.
- Ich. Heinz Erhardt. Pforzheim/Oldenburg 2009.
- Das Leben des Siegfried. 2009.
- Traumjobs. 2009.
- Alle sechzehn Jahre im Sommer. Theaterstück. Uraufführung Koblenz 2012/2013.
- Weltkrieg für alle. Eine kurze Geschichte des Friedens. UA am 18. Mai 2014, Hessisches Staatstheater Wiesbaden
- Ikarus. UA am 5. Oktober 2019, Theater Ulm.
- Antigone. UA am 17. September 2021, Theater Ulm
- Die Wahrheit über Leni Riefenstahl (inszeniert von ihr selbst). UA am 3. Februar 2023, Theater Oberhausen
- Tartüff oder Der Geistige. UA am 9. Dezember 2023, Stadttheater Bremerhaven

### Bühnenfassungen und Bearbeitungen (Auswahl)
- Der Schimmelreiter (nach Theodor Storm). UA am 15. Januar 2008, Thalia Theater. Hamburg.
- Herz der Finsternis (nach Joseph Conrad). UA am 17. September 2009, Deutsches Theater, Berlin.
- König Shakespeare oder Alles ist wahr. UA am 20. März 2010, Salzburger Landestheater.
- Anna Karenina (nach Lew Nikolajewitsch Tolstoi). UA am 15. April 2012. Salzburger Landestheater.
- Orest (nach Sophokles, Aischylos, Euripides). UA am 14. September 2013, Bayerisches Staatsschauspiel.
- Kirschgarten – Die Rückkehr (nach Anton Pawlowitsch Tschechow). UA am 7. Februar 2014, Hans Otto Theater Potsdam; Regie: Tobias Wellemeyer.
- Die Bakchen (Pussy Roit) (nach Euripides). UA am 16. April 2015. Theater Ulm. ebook Rowohlt, 2016.
- Römische Trilogie. Basierend auf William Shakespeares Coriolan, Julius Caesar und Antonius und Cleopatra. UA am 22. Oktober 2016, Staatstheater Nürnberg.
- König Lear (nach Shakespeare). UA am 9. September 2017, Theater Koblenz.
- It Can’t Happen Here. Nach einem Roman von Sinclair Lewis. Fassung: Christopher Rüping und John von Düffel. Dramaturgie: John von Düffel. Deutsches Theater Berlin, Kammerspiele, 20. September 2017.[9]
- Rom. Basierend auf William Shakespeares Coriolan, Julius Caesar und Antonius und Cleopatra. Bearbeitung John von Düffel; Fassung Karin Henkel, John von Düffel. UA am 16. März 2018, Deutsches Theater Berlin.
- Wolf unter Wölfen. Libretto nach dem gleichnamigen Roman von Hans Fallada zur Oper von Søren Nils Eichberg. UA am 23. November 2019, Theater Koblenz.
- Tom Sawyer. Kinderoper in zwei Akten von Kurt Weill. Libretto John von Düffel, Liedtexte John von Düffel und Kai Tietje. UA 18. Februar 2023, Komische Oper Berlin

### Belletristik
- Vom Wasser. Roman. Köln 1998.
- Nachtfahrt. Karlsruhe 1999.
- Schwimmen. Essay. München 2000.
- Zeit des Verschwindens. Roman. DuMont Buchverlag. Köln 2000, ISBN 978-3-7701-5316-9.
- Ego. Roman. Köln 2001.
- Wasser und andere Welten. Essays. Köln 2002.
- Houwelandt. Roman. Köln 2004.
- Hotel Angst. Novelle. Köln 2006.
  - Neuauflage. illustriert von Isabel Kreitz. DuMont Buchverlag, Köln 2010, ISBN 978-3-8321-9581-6.
- Beste Jahre. Roman. DuMont Verlag. Köln 2007, ISBN 978-3-8321-8035-5.
- Wovon ich schreibe. Poetik. DuMont Verlag. Köln 2009, ISBN 978-3-8321-8088-1 (Transkription und Überarbeitung von vier frei gehaltenen Vorträgen im Rahmen der Poetikprofessur an der Universität Bamberg 2008).
- Goethe ruft an. Roman. DuMont Buchverlag, Köln 2011, ISBN 978-3-8321-8568-8.
- Wassererzählungen. Erzählungen. DuMont Buchverlag, Köln 2014, ISBN 978-3-8321-9744-5 (Elf Geschichten).
- KL. Gespräch über die Unsterblichkeit.  DuMont Buchverlag, Köln 2015, ISBN 978-3-8321-9784-1.
- Klassenbuch. Roman. DuMont Buchverlag, Köln 2017, ISBN 978-3-8321-9834-3.[10]
- Der brennende See. Roman. DuMont Verlag. Köln 2020,  ISBN 978-3-8321-8122-2.[11]
- Die Wütenden und die Schuldigen. Roman. DuMont Buchverlag, Köln 2021, ISBN 978-3-8321-8163-5.[12]
- Das Wenige und das Wesentliche. Ein Stundenbuch. DuMont Buchverlag, Köln 2022, ISBN 978-3-8321-8220-5.
- Ich möchte lieber nichts. Eine Geschichte vom Konsumverzicht. DuMont Buchverlag, Köln 2024, ISBN 978-3-7558-0010-1.

### Essayistik (Auswahl)
- Wie Dramen entstehen Mit Klaus Siblewski. Luchterhand Verlag, München 2012, ISBN 978-3-630-87364-0.
- Geschichten vom Sterben. mit Petra Anwar. Piper Verlag, München 2013, ISBN 978-3-492-05577-2 (Eine Palliativmedizinerin erzählt 12 Geschichten vom Sterben).
- Wasser lesen lernen. Plädoyer fürs Schwimmen. In: FAZ Stil. 13. August 2017. faz.net

### Übersetzungen
- Richard Brinsley Sheridan: Die Lästerschule (engl.: The School for Scandal). Berlin 1995.
- Herman Melville: Bartleby. Gifkendorf 1998 (zusammen mit Peter von Düffel).
- Thurston Clarke: Die Insel. Hamburg 2003 (zusammen mit Peter von Düffel).
- Alan Bennett: Was. Was oder die Krankheit von König Georg III (Originaltitel: The Madness of George III). Reinbek bei Hamburg (zusammen mit Peter von Düffel).
- Jason Hall: 10.11.12 Third Floor. Hamburg 2011 (zusammen mit Peter von Düffel).

### Herausgeberschaft
- Charles Sprawson: Ich nehme dich auf meinen Rücken, vermähle dich dem Ozean. Hamburg 2002.

### Hörspiel (Auswahl)
- Hüben wie Drüben. Regie: Gottfried von Einem. Sprecher: Marie Gode, Evy Gotthardt, Peter Franke, Heinz Schubert. Radio Bremen, 1992.
- Kleine Phantasie mit Folgen. Regie: Gottfried von Einem. Sprecher: Ellen Schulz, Konstantin Graudus. Radio Bremen, 1996.
- Die Unbekannte mit dem Fön. Regie: Gottfried von Einem. Sprecher: Martin Reinke, Werner Wölbern, Christiane Leuchtmann, Matthias Matschke. Mitteldeutscher Rundfunk, 2001.
- Schrei der Gänse. Sprecher: Marion Breckwoldt, Fritz Fenne. Radio-Tatort. Radio Bremen, 2008.
- Die Unsichtbare. Radio-Tatort. Radio Bremen, 2009.
- Das fünfte Gebot. Radio-Tatort. Radio Bremen, 2010.
- Wer sich umdreht oder lacht … Radio-Tatort. Radio Bremen, 2011.
- Ein klarer Fall. Radio-Tatort. Radio Bremen, 2012.
- Geisterstunde. Radio-Tatort. Radio Bremen, 2013.
- Die Katze des Libanesen. Regie:  Christiane Ohaus. Radio-Tatort. Radio Bremen, 2014.
- Die Toten ruhen. Regie: Christiane Ohaus. Radio-Tatort. Radio Bremen, 2015.
- Warwer Sand. Radio-Tatort. Radio Bremen, 2016.
- Personenschaden. Radio-Tatort. Radio Bremen, 2017.[13]
- Trauerfall. Radio-Tatort. Radio Bremen, 2017.[14]
- Die Killer und das kurze glückliche Leben... Ein Gespräch über Ernest Hemingway (mit Ulrike Draesner)  Der Diwan, Hörbuchverlag, 2025. ISBN 978-3-949840-43-2

### Projekte
Autoren schreiben mit Schülern – Acht Experimente. Autorenprojekt „Ich bin so jung und die Welt ist so alt“. Projekt der Kulturstiftung des Bundes in Kooperation mit dem PEN-Zentrum Deutschland anlässlich des Büchnerjahres 2013.
- William Shakespeare: Macbeth. Gespräch mit Ulrike Draesner und John von Düffel. Literaturhaus Stuttgart am 17. Januar 2017[16]

## Preise
- 1998: Ernst-Willner-Preis beim Ingeborg-Bachmann-Wettbewerb
- 1998: Aspekte-Literaturpreis
- 1999: Mara-Cassens-Preis
- 1999: Förderpreis des Landes Nordrhein-Westfalen für Literatur
- 2005: Preis Das neue Buch des Verbands deutscher Schriftsteller Niedersachsen/Bremen
- 2006: Nicolas-Born-Preis des Landes Niedersachsen

### Interviews
- Fabian Beer: John von Düffel – Workaholic, Waterholic, Writerholic. (PDF; 148 kB) In: Kritische Ausgabe – Zeitschrift für Germanistik & Literatur, 11. Jg., Sommer 2007: Werkstatt; Porträt.
- Das sind echte Märchen. John von Düffel im Gespräch mit lit07.de, dem Magazin für Literaturkritik und literarische Öffentlichkeit
- John von Düffel im Interview über Handlungsorte in seinem Werk
- Video  Diskussion im ZDF Nachtjournal über die Frage: Wie schreibt man einen Roman? Mit Julia Franck, Hanns-Josef Ortheil, Moritz Rinke, John von Düffel (16. März 2009) in der ZDFmediathek, abgerufen am 30. Januar 2014. (offline)